# Guy des Cars
Guy Augustin Marie Jean de Pérusse des Cars fue un escritor francés nacido el 6 de mayo de 1911 en París y fallecido el 21 de diciembre de 1993, también en París. Sus restos descansan en el cementerio de Hautefort en Dordoña.

## Nacimiento y familia
Sus padres, pertenecientes a la aristocracia francesa, fueron François de Pérusse, duque des Cars (1875-1941) y Marie Thérèsa Edwards (1879-1958).
Guy des Cars contrajo matrimonio tres veces:
- El 18 de abril de 1934, se casó con Mary Vilgrain (1914-2004), en Nancy. Se divorciaron en 1938.
- El 19 de febrero de 1942 se casó con Jacqueline Jourdan (1922), ciudadana de Mónaco, en Niza. Se divorciaron en 1946 luego de tener un hijo: Jean des Cars, en 1943, periodista y autor especializado en obras históricas.
- El 12 de mayo de 1947, se casó con Marthe Claquin (1912-1999), en París conocida bajo el nombre de Marta Labarr, artista lírica y dramática.

## Carrera
Guy des Cars fue educado por los jesuitas, a los que se unió a la edad de 7 años, permaneciendo hasta los 16. En ese tiempo, fue expulsado seis veces. Sus maestros decían de él: "Brillante alumno, pero de espíritu malvado". A los 19 años de edad, se mudó a Chile para poner fin a una aventura galante y, en su regreso a Francia, escribió una comedia de boulevard titulada Croisière pour Dames seules (Crucero para damas solteras). Se apega a la carrera de periodista a los 28 años, llegando a redactor en jefe del "Jour".
Teniente de infantería, recibió la Cruz de Guerra 1939-1945, por su conducta en el frente. Luego de la derrota de 1940, se retiró en el sur, donde escribió su primera novela, L'officier sans nom, un libro de guerra. Ha escrito numerosas novelas que han tenido gran éxito como L'impure, El Solitario, La dame du cirque, Le château du clown, Les filles de joie, Le faussaire, L'envoûteuse, La justicière, L'entremetteuse, La maudite. 
En 1962, fue elegido director de la Academia de Maine. En 1974, publicó un relato en forma de confesión autobiográfica, de difusión netamente confidencial, sin duda, pero no carente de interés documental, con el título J'ose.
Guy des Cars fue también un gran enamorado de las artes del circo. En los años 1980, fue un membro, con Yves Mourousi, Francis Fehr y Jean-Pierre Thiollet, de la Pavdec, asociación en favor del circo y del music-hall cuidada por Jacqueline Cartier, periodista conocida en Francia.
Ciertas críticas literarias lo llamaban por el apodo "Guy des Gares".